# Kəbirli (Tərtər)
Kəbirli è un comune dell'Azerbaigian situato nel distretto di Tərtər. Conta una popolazione di 702 abitanti. Il clima è caratterizzato da estati molto calde e aride e inverni miti; le precipitazioni sono scarse e rare (circa 300-500 mm). Una delle attività più praticate è l'agricoltura, specialmente di grano, orzo e cotone, ma anche di mais, foraggio, ortaggi e frutta.

## Storia
Kəbirli fu una delle tribù che componeva la confederazione tribale chiamata Javanshir. Essi furono una tribù turcofona (cioè turca) che parlava la lingua turca (azera per la precisione). Nel diciassettesimo secolo il karabakh divenne semi-indipendente, e dal XIX secolo i russi cominciarono ad espandersi nel Caucaso e nella regione del Karabakh. Fu conquistato dai russi nel 1822: quando si formò l'unione Sovietica, Kəbirli divenne parte della Repubblica Socialista Sovietica Azera. Invece, quando ebbe inizio il crollo dell'Unione Sovietica e quando l'Azerbaigian dichiarò l'indipendenza dai Sovietici (nel 1991), si originarono tensioni e guerre tra Azerbaigian e l'Armenia, che ebbero conseguenze significative sul Kəbirli.